# Germaniawerft
Friedrich Krupp Germaniawerft fue un astillero alemán, localizado en el puerto de Kiel, que se convirtió en uno de los mayores y más importantes constructores de submarinos para la Kriegsmarine durante la Primera Guerra Mundial y Segunda Guerra Mundial.

## Historia
La compañía fue fundada en 1867 por Lloyd Foster, como la Norddeutsche Schiffbau Gesellschaft, en la ciudad de Gaarden, cerca de Kiel. La idea de la empresa era construir buques mercantes y de guerra. En 1876, la compañía construyó el yate personal del Kaiser Guillermo II, el SMY  Hohenzollern.
La compañía entró en bancarrota en 1879, tuvo que ser vendida y se convirtió en propiedad de la Märkisch-Schlesischen Maschinenbau und Hütten-Aktiengesellschaft, dicha firma había construido máquinas de vapor en Berlín desde 1822. Unos años más tarde esta empresa también tuvo problemas financieros y a finales de 1882 se fundó una nueva compañía, la Schiff und Maschinenbau Germania.
Esta compañía construyó algunos buques de guerra con los que obtuvo una muy buena reputación sobre todo por la construcción de torpederos. Sin embargo los problemas financieros nunca estuvieron muy lejos y a finales de agosto de 1896 la firma Krupp asumió los activos de la firma. Este gigante industrial del acero y armamentos estaba muy interesado en la construcción de buques de guerra por ellos mismos. Entre 1898 y 1902, la compañía duplicó su superficie y se construyeron  nuevas y más grandes gradas e instalaciones. En 1902, la compañía cambió su nombre y se convirtió en Friedrich Krupp Germaniawerft.
A finales de enero de 1902 firmaron un contrato con el ingeniero español Raymondo Lorenzo D'Equevilley Montjustin para la construcción de un pequeño prototipo de sumergible basado en sus diseños. La construcción se inició en julio y fue terminada en junio de 1903 nombrandolo Forelle; como  fue un éxito, llevó al diseño de un nuevo tipo. En abril de 1904 la Armada Imperial Rusa  ordenó tres de estos submarinos. Fueron los tres clase Karp, también se vendió el Forelle a Rusia.
En 1908, Germaniawerft construyó la goleta Germania para Gustav Krupp von Bohlen und Halbach, basada en un diseño de Max Oertz. Fue el primer yate de su tamaño, construido en Alemania. En el período anterior a la I Guerra Mundial se habían construido también un cierto número de navíos de línea para la Kaiserliche Marine, incluyendo los SMS Posen, SMS Prinzregent Luitpold, SMS Kronprinz Wilhelm y SMS Sachsen. Durante la I Guerra Mundial, la compañía volvió a la construcción de U-Boot. Un total de 84 unidades fueron entregadas a la Kaiserliche Marine. Durante la guerra no sólo construyó unidades tipo U, sino también muchos de los tipos UB y UC se construyeron allí, así como lo fueron los grandes submarinos mercantes Deutschland y Bremen.
Después, la firma volvió a su vocación original, incluyendo la construcción y botadura en 1921 del velero tipo barca de casco de acero Sedov (originalmente Magdalene Vinnen II), la mayor nave de vela tradicional todavía a flote.
Durante la Segunda Guerra Mundial, Germaniawerft fue uno de los proveedores más importantes de la Kriegsmarine, debido a su proximidad a las instalaciones navales alemanas de Kiel. En el transcurso de la guerra, la compañía completó 131 U-Boot (tipos II, VII , XB, XIV, XVII y XXIII). En total, la Kriegsmarine había ordenado 240 U-Boot. En 1944, el astillero tenía más de 10 000 empleados, de los cuales aproximadamente 11 % eran trabajadores «forzosos».
El 26 de abril de 1945 fue botado el último submarino construido en los astilleros Germaniawerft, el U-4714. La guerra terminó antes de que pudiese entrar en servicio. Los más famosos U-Boot construidos en los astilleros Germaniawerft son probablemente U-47, que comandado por Günther Prien hundió el acorazado HMS Royal Oak en 1940, y U-96, que formó la base de la novela de Lothar-Günther Buchheim Das Boot.
Después de la guerra, el astillero parcialmente arruinado fue una de las primeras instalaciones desmanteladas por los victoriosos aliados. La población de Kiel fuertemente bombardeada protestó furiosamente esta decisión, pero sin ningún resultado. El sitio fue desmantelado y no reconstruido. En los años sesenta, los terrenos fueron comprados por Howaldtswerke (en 1968 llamado Howaldtswerke-Deutsche Werft). En 2006, en estos astilleros se estaban construyendo submarinos.